# Rosja na Zimowych Igrzyskach Paraolimpijskich 2010
Reprezentacja Rosji na Zimowych Igrzyskach Paraolimpijskich 2010 liczyła 32 reprezentantów w biegu narciarskim, biathlonie i narciarstwie alpejskim.

## Kadra

### Narciarstwo alpejskie

#### Mężczyźni
- Alexandr Alyabyev
- Alexander Fedoruk
- Ivan Frantsev
- Valery Redkozubov

#### Kobiety
- Alexandra Frantseva
- Elena Kudyakova
- Inga Medvedeva